# Gustavo Borges
Gustavo Borges (* 2. prosince 1972 Ribeirão Preto, Brazílie) je bývalý brazilský plavec.
Je majitelem čtyř olympijských medailí, které získal na třech hrách. První medaili vybojoval v roce 1992 v Barceloně, když na 100 m volný způsob porazil svůj vzor Matta Biondiho a získal stříbro. O čtyři roky později na olympiádě v Atlantě vybojoval na stejné trati bronz a na 200 m volný způsob stříbro. Poslední medaili má z kraulařské štafety 4 × 100 m z olympijských her 2000 v Sydney. Svou olympijskou kariéru završil v Aténách, kde již vyšel medailově naprázdno, při závěrečném ceremoniálu ale byl poctěn nést brazilskou vlajku. Po ukončení aktivní kariéry začal pracovat jako plavecký trenér.